# 汐入町 (横須賀市)
汐入町（しおいりちょう）は、神奈川県横須賀市の町名である。現行行政地名は汐入町一丁目から汐入町五丁目。面積は0.843km2。

## 概要
横須賀市の中心市街地の西側にある。南側は急斜面に面した住宅地だが、北側は海に面した市街地である。
住居表示は未実施であるが、地番整理を行ったために住所は整理されている。

## 沿革
- 1949年（昭和24年）9月1日 - 町界町名地番整理を実施[5]。

## 世帯数と人口
2023年（令和5年）4月1日現在（横須賀市発表）の世帯数と人口は以下の通りである。
| 丁目         | 世帯数    | 人口    |
| ------------ | --------- | ------- |
| 汐入町一丁目 | 161世帯   | 237人   |
| 汐入町二丁目 | 594世帯   | 958人   |
| 汐入町三丁目 | 842世帯   | 1,429人 |
| 汐入町四丁目 | 547世帯   | 1,006人 |
| 汐入町五丁目 | 473世帯   | 857人   |
| 計           | 2,617世帯 | 4,487人 |

### 人口の変遷
国勢調査による人口の推移。
| 年                 | 人口  |
| ------------------ | ----- |
| 1995年（平成7年）  | 6,937 |
| 2000年（平成12年） | 6,289 |
| 2005年（平成17年） | 5,574 |
| 2010年（平成22年） | 5,211 |
| 2015年（平成27年） | 5,008 |
| 2020年（令和2年）  | 4,426 |

### 世帯数の変遷
国勢調査による世帯数の推移。
| 年                 | 世帯数 |
| ------------------ | ------ |
| 1995年（平成7年）  | 2,728  |
| 2000年（平成12年） | 2,668  |
| 2005年（平成17年） | 2,518  |
| 2010年（平成22年） | 2,511  |
| 2015年（平成27年） | 2,563  |
| 2020年（令和2年）  | 2,359  |

## 事業所
2021年（令和3年）現在の経済センサス調査による事業所数と従業員数は以下の通りである。
| 丁目         | 事業所数  | 従業員数 |
| ------------ | --------- | -------- |
| 汐入町一丁目 | 5事業所   | 84人     |
| 汐入町二丁目 | 113事業所 | 688人    |
| 汐入町三丁目 | 27事業所  | 111人    |
| 汐入町四丁目 | 23事業所  | 57人     |
| 汐入町五丁目 | 14事業所  | 29人     |
| 計           | 182事業所 | 969人    |

### 事業者数の変遷
経済センサスによる事業所数の推移。
| 年                 | 事業者数 |
| ------------------ | -------- |
| 2016年（平成28年） | 203      |
| 2021年（令和3年）  | 182      |

### 従業員数の変遷
経済センサスによる従業員数の推移。
| 年                 | 従業員数 |
| ------------------ | -------- |
| 2016年（平成28年） | 1,065    |
| 2021年（令和3年）  | 969      |

## 主な施設
- ヴェルニー公園
- ホテルハーバー横須賀
- 横須賀市立汐入小学校
- 横須賀汐入郵便局

## 交通

### 鉄道
町内を通過する鉄道は京急本線とJR横須賀線である。京急本線には汐入駅が町内に設置されているが、横須賀線は町内に駅は存在しない。

### バス
京浜急行バスが国道16号沿いと坂本町へ抜ける道に乗り入れている。

### 道路
北側に国道16号と神奈川県道25号横須賀停車場線、神奈川県道28号本町山中線が通っている。なお、県道25号と県道28号は町内が起点となっている。

## 学区
市立小・中学校に通う場合、学区は以下の通りとなる（2022年3月時点）。
| 丁目         | 番・番地等 | 小学校               | 中学校               |
| ------------ | ---------- | -------------------- | -------------------- |
| 汐入町一丁目 | 全域       | 横須賀市立汐入小学校 | 横須賀市立坂本中学校 |
| 汐入町二丁目 | 全域       | 横須賀市立汐入小学校 | 横須賀市立坂本中学校 |
| 汐入町三丁目 | 30〜74番地 | 横須賀市立桜小学校   | 横須賀市立坂本中学校 |
| 汐入町三丁目 | 上記以外   | 横須賀市立汐入小学校 | 横須賀市立坂本中学校 |
| 汐入町四丁目 | 10〜49番地 | 横須賀市立桜小学校   | 横須賀市立坂本中学校 |
| 汐入町四丁目 | 上記以外   | 横須賀市立汐入小学校 | 横須賀市立坂本中学校 |
| 汐入町五丁目 | 全域       | 横須賀市立汐入小学校 | 横須賀市立坂本中学校 |

## その他

### 日本郵便
- 郵便番号 : 238-0042[2]（集配局 : 横須賀郵便局[15]）。